# جهنم‌دره خوی

جهنم دره خوی

جهنم دره خوی در روستای قریس از توابع خوی واقع شده است.
در کنار روستای قریس که اطراف آن با کوه‌های بلند و دره‌های خطرناک و صخره‌های سنگی بسیار تیز پوشیده شده است، جهنم دره خوی قرار دارد. در این دره یک رودخانه هم وجود دارد. به علت وجود شیب بسیار تند ۷۰ درجه این دره، سقوط در این دره برای شناسایی کامل آن بسیار خطرناک بوده و فقط گروه‌های کوهنوردی حرفه‌ای که مجهز به وسایل کامل بوده‌اند موفق به فتح آن شده‌اند. در مواردی افرادی برای رفتن به این دره تلاش کرده‌اند پس از ناکامی و مرگ، حتی جنازه آنها نیز به علت صعب العبور بودن به دست خانواده آنها نرسیده است. به علت همین اقلیم خشن آن این منطقه مرکز تجمع گروه‌های مخالف حکومت‌های منطقه‌ای در طول تاریخ بوده است. طول این دره ۱۳ کیلومتر و عمق آن بین ۱۷۰۰تا۲۸۰۰ متر متغیر است. این منطقه در گذشته در محدوده جاده ابریشم قرار داشته است.
به علت صعب العبور بودن جهنم دره و دور بودن از دست یاری بشر به این منطقه، طبیعت بکری دارد؛ و حیواناتی وحشی چون خرس، قوچ، آهو ،گراز ،کفتار... و پرندگانی چون عقاب و شاهین در این منطقه هنوز زیست می‌کنند.

## معرفی
در سال ۱۳۶۸ کارگردان مراغه‌ای ایران یدالله صمدی برای اولین بار به حقیقت بکر این منطقه دست یافت و با ساخت فیلم ساوالان تا حدودی طبیعت ناشناخته و زیبای این منطقه را به تصویر کشید.